# Jef Denijn
Jef Denijn   (1862 - 1941) fou un carillonista belga.
Denijn neix en la família del carillonneur de la ciutat Pierre Antoine Adolphe Denyn i Jeanne Julienne Weckers. El germà Edward Paul Nicolas Denyn (1869-1913) també era carillonneur i va escriure Preludi per a carilló, però, en cas contrari, va romandre desconegut. El 26 de juny de 1952, Denyn va ser commemorat per l'ajuntament de la ciutat de Mechelen per nomenar part de la Melaan superior Jef Denynplein.

## Música
El 1887 va succeir el seu pare, que havia quedat cec lentament a partir del 1881, com a carillonneur de la ciutat. El seu pare li havia ensenyat els conceptes bàsics, però Jef era en gran part autodidacta. A partir de 1892 va començar amb els concerts setmanals de dilluns al vespre, o concerts nocturns d'estiu al "Sint-Romboutstoren", que encara tenen lloc. A diversos llocs, però sobretot al carrer petit sense fi, el públic es va amuntegar per escoltar les seves campanes. Ha donat a la música carilló un lloc entre la música d'art. Juntament amb el seu pare, era vist com el dissenyador de la tecnologia que fabrica el modern carillons. El seu pare es va encarregar del primer canvi, el fill va ser el toc final. El fill era partidari de l'anomenat sistema de gots. Les seves idees també van ser aplicades o desenvolupades per altres.

Des de 1897, ell i els seus amics afins han organitzat competicions internacionals de carilló a Malines. Aquests encara existeixen i també es van adoptar en altres llocs. L'actuació va resultar ser molt dependent de l'acció del carilló en qüestió. La segona competició va tenir lloc el 1910 a Brussel·les. Aquestes competicions s'organitzen als Països Baixos des del 1927.
Malines carillon city
Malines, atraccions, l'antecessor de l'Oficina de Turisme, es va ocupar de la publicitat, es van introduir hotels amb paquets carillon i es van introduir trens especials de carillon. Cada dia després del concert anterior, els diaris anunciaven el programa del següent. El mag de la torre també va causar furor a Amèrica. En poc temps va establir la reputació de Malines com a ciutat carilló. També tenia un ull cap al futur i es va comprometre amb una sòlida educació del carillon. La fundació de "Carillon School Mechelen" va ser, doncs, un bon regal per celebrar el seu 35è aniversari el 1922.

## Composicions
Es va publicar un nombre limitat de composicions, especialment per a carilló. Els títols són Ave Maria, Andante cantabile i Siliciano. El tercer dels seus tres preludis no es va transcriure mai, però se'n té constància.